# Neosparton
Neosparton é um género de plantas com flores pertencentes à família Verbenaceae.
A sua área de distribuição nativa é o sul da América do Sul.
Espécies:
- Neosparton aphyllum (Gillies & Hook.) Kuntze
- Neosparton darwinii Benth. & Hook.f.
- Neosparton ephedroides Griseb.
- Neosparton patagonicum Tronc.